# Cerastis suffusa
Cerastis suffusa là một loài bướm đêm trong họ Noctuidae.